# Vladan Kosorić
Vladan Kosorić rođen je 1963. godine u Goraždu, SFRJ. Objavio je roman IBIHINEBIH - priča sevdalinka u Izdavačkoj kući „Bosanska riječ“ iz Tuzle, 2007. godine. Izdavačka kuća „Stubovi kulture“ iz Beograda, objavila je njegov roman „Što se ne javiš bratu“, jula 2010. godine. Roman otpočinje kao intimni dnevnik odrastanja, jugoslovenske mladosti i zrelog doba u kanadskom izgnanstvu, da bi ubrzo prerastao u atraktivnu, duhovitu, šarmantnu, gorko-slatku, a tragičnu priču o pokidanim bratskim nitima i tegobnom sastavljanju rasute slagalice sopstvenog života. Roman „Što se ne javiš bratu“ ušao je u širi izbor (30 najboljih romana) za NIN-ovu nagradu za 2010.
Vladan Kosorić živi s porodicom u Vankuveru, Kanada od 1994. godine.

## Spoljašnje veze
- Izdavačka kuća „Bosanska riječ“
- Izdavačka kuća „Stubovi kulture“
- "Vladimir Arseniċ - Prikaz knjige 'Što se ne javiš bratu' u e-novinama"
- "Prikaz romana 'Što se ne javiš bratu' u magazinu YellowCab" Архивирано на веб-сајту  (31. децембар 2010)
- "Matko Vladanoviċ - Kritika knjige 'Što se ne javiš bratu' na books.hr"